# Manfred Lechner
Manfred Lechner (* 28. Februar 1938) ist ein ehemaliger deutscher Fußballspieler, der für den FC Bayern München aktiv war.

## Karriere
Lechner bestritt in der Saison 1956/57 für den FC Bayern München ein einziges Punktspiel in der Oberliga Süd, der seinerzeit höchsten deutschen Spielklasse, in die der FC Bayern München nach einjähriger Zweitklassigkeit zurückgekehrt war. Am 17. März 1957 (23. Spieltag) gehörte er als Mittelfeldspieler der Mannschaft an, die im Sportpark Ronhof der SpVgg Fürth mit 1:8 unterlag. Ferner kam er auch im Wettbewerb um den Süddeutschen Pokal nur zu einem Einsatz; am 3. März 1957 gehörte er zur Elf, die das Wiederholungsspiel gegen die SpVgg Neu-Isenburg mit 4:0 gewann. Damit hatte er Anteil am später Pokalgewinn, nachdem am 25. Juni 1957 der 1. FC Schweinfurt 05 mit 4:1 besiegt wurde.

## Erfolge
- Süddeutscher Pokal-Sieger 1957